# Voies hydrauliques en Wallonie
La Direction générale opérationnelle de la Mobilité et des Voies hydrauliques (DGO2) du Service public de Wallonie (SPW) est chargée de gérer les  voies navigables wallonnes, les voies d’eau non accessibles au transport, les ports intérieurs, la navigation, les écluses, les barrages, et l’hydrologie.

## Les voies navigables
Le rôle des voies navigables est particulièrement important en  Wallonie, les voies navigables wallonnes étant situées au carrefour de l’Europe. Elles permettent les jonctions entre la France, l’Allemagne et les Pays-Bas, en passant par la Flandre, via le bouchon de Lanaye et le canal Albert. Elles donnent accès aux ports de mer d’Anvers, de Zeebruges, et de Rotterdam.
Le Conseil économique wallon (CEW), dès sa création en 1938, met déjà dans ses priorités la politique des transports (eau, fer, route), le canal de Charleroi à Bruxelles, l'amélioration de la navigation entre Liège et Hainaut en direction de la France, le bouchon de Lanaye... 
Le transport par eau a notamment permis un développement industriel important des bassins houillers et sidérurgiques de Liège et de Charleroi. 
En 2006, le réseau wallon accepte des tonnages de 3 000 tonnes sur la Meuse jusqu’à Ivoz-Ramet, de 6 000 tonnes d’Yvoz-Ramet à Liège et de 9 000 tonnes sur le canal Albert à partir de l'île Monsin à Liège.

## Les canaux
- Canal Albert
- Canal du Centre
- Canal Charleroi-Bruxelles
- Canal de Meuse et Moselle

## Ouvrages remarquables
- Ascenseur de Strépy-Thieu
- Plan incliné de Ronquières
- Pont-canal du Sart
- Ascenseurs à bateaux du Canal du Centre à La Louvière

## Lesports fluviaux
- Port autonome de Liège
- Port autonome de Charleroi
- Port autonome de Namur
- Port autonome du Centre et de l’Ouest

## Lesbarrages
- Barrage de la Gileppe
- Barrage de la Vesdre
- Barrage de l’Ourthe
- Barrage de la l’Eau d’Heure
- Barrage du Ry de Rome à Couvin
- Pont-barrage d'Ivoz-Ramet
- Pont-barrage de Monsin
- Barrage de Robertville
- Barrage de Butgenbach
- Barrage de la Vierre
- Barrage de Waulsort

## Lesécluses
- Écluses de Lanaye

## Les voies non accessibles au transport
- L’Amblève
- La Haine
- La Lesse
- L’Ourthe
- La Semois